# المسيلة (قفل شمر)

تعديل مصدري - تعديل

المسيلة هي إحدى قرى عزلة المخلاف بمديرية قفل شمر التابعة لمحافظة حجة، بلغ تعداد سكانها 16 نسمة حسب تعداد اليمن لعام 2004.